# 1997 في فيتنام
فيما يلي قوائم الأحداث التي وقعت خلال عام 1997 في فيتنام.

## سياسة

### تعيين في المنصب
- 24 سبتمبر – تران دوك لوون رئيس فيتنام.
- 24 سبتمبر – فان فان خاي رئيس وزراء فيتنام.

### انتهاء فترة المنصب
- 25 سبتمبر – فو فان كيت رئيس وزراء فيتنام.

## مواليد

### يناير
- 12 يناير – فان ثان هو لاعب كرة قدم فيتنامي.

### أبريل
- 6 أبريل – تان سين هوين

### مايو
- 11 مايو – لانا كوندور

### سبتمبر
- 22 سبتمبر – ها دوك تشين لاعب كرة قدم فيتنامي.

## وفيات

### يوليو
- 30 يوليو – باو داي (مواليد 1913)